# Grand Prix Francji 1952
Grand Prix Francji 1952 (oryg. Grand Prix de l’ACF) – czwarta runda Mistrzostw Świata Formuły 1 w sezonie 1952, która odbyła się 6 lipca 1952 po raz pierwszy na torze Rouen-Les-Essarts.
39. Grand Prix Francji, trzecie zaliczane do Mistrzostw Świata Formuły 1.

## Lista startowa
Na niebieskim tle kierowcy, który wycofali się przed treningiem.
| Nr      | Kierowca                | Zespół                      | Samochód          | Silnik                  | Opony |
| ------- | ----------------------- | --------------------------- | ----------------- | ----------------------- | ----- |
| 2       | Robert Manzon           | Equipe Gordini              | Gordini T16       | Gordini 20 2L 6C        | E     |
| 4       | Jean Behra              | Equipe Gordini              | Gordini T16       | Gordini 20 2L 6C        | E     |
| 6       | Prince Bira             | Equipe Gordini              | Gordini T16       | Gordini 20 2L 6C        | E     |
| 8       | Alberto Ascari          | Scuderia Ferrari            | Ferrari 500       | Ferrari Type 500 2L 4C  | P     |
| 10      | Giuseppe Farina         | Scuderia Ferrari            | Ferrari 500       | Ferrari Type 500 2L 4C  | P     |
| 12      | Piero Taruffi           | Scuderia Ferrari            | Ferrari 500       | Ferrari Type 500 2L 4C  | P     |
| 14      | Louis Rosier            | Ecurie Rosier               | Ferrari 500       | Ferrari Type 500 2L 4C  | D     |
| 16      | Emmanuel de Graffenried | Enrico Platé                | Maserati 4CLT-50  | Maserati Platé 2L 4C    | P     |
| 18      | Harry Schell            | Enrico Platé                | Maserati 4CLT-50  | Maserati Platé 2L 4C    | P     |
| 20      | Lance Macklin           | HWMotors                    | HWM 52            | Alta F2 2L 4C           | D     |
| 22      | Peter Collins           | HWMotors                    | HWM 52            | Alta F2 2L 4C           | D     |
| 24      | Yves Giraud-Cabantous   | HWMotors                    | HWM 52            | Alta F2 2L 4C           | D     |
| 26      | Peter Whitehead         | Peter Whitehead (prywatnie) | Alta F2           | Alta F2 2L 4C           | D     |
| 28      | Philippe Étancelin      | Escuderia Bandeirantes      | Maserati A6GCM    | Maserati A6G 2L 6C      | P     |
| 30      | Chico Landi             | Escuderia Bandeirantes      | Maserati A6GCM    | Maserati A6G 2L 6C      | P     |
| 32      | Johnny Claes            | Ecurie Belge                | Simca-Gordini T15 | Gordini 1500 1.5L 4C    | E     |
| 34      | Rudi Fischer            | Ecurie Espadon              | Ferrari 500       | Ferrari Type 500 2L 4C  | P     |
| 36      | Rudi Fischer Peter Hirt | Ecurie Espadon              | Ferrari 212       | Ferrari 125 F1 1.5L V12 | P     |
| 38      | Franco Comotti          | Scuderia Marzotto           | Ferrari 166       | Ferrari 125 F1 1.5L V12 | P     |
| 40      | Piero Carini            | Scuderia Marzotto           | Ferrari 166       | Ferrari 125 F1 1.5L V12 | P     |
| 42      | Mike Hawthorn           | Archie Bryde                | Cooper T20        | Bristol BS1 2L 6C       | D     |
| 44      | Maurice Trintignant     | Equipe Gordini              | Simca-Gordini T15 | Gordini 1500 1.5L 4C    | E     |
| Źródła: |                         |                             |                   |                         |       |

1. ↑  Luigi Villoresi miał jechać autem nr 12, lecz z powodu kontuzji autem pojechał Piero Taruffi.
2. ↑  Eitel Cantoni miał jechać autem nr 28, lecz przed wyścigiem został zwolniony i autem pojechał Philippe Étancelin.
3. 1 2  Rudi Fischer miał jechać autem nr 34, lecz z powodów problemów z silnikiem jechał w kwalifikacjach i w wyścigu współdzieląc go z Peter Hirtem autem nr 36.
4. ↑  Peter Hirt współdzielił auto z Rudi Fischerem.

## Wyniki

### Kwalifikacje
Źródło: racing-reference.info
| P  | Nr | Kierowca                | Konstruktor(-silnik) | Opony | Czas   | Odstęp | Strata |
| -- | -- | ----------------------- | -------------------- | ----- | ------ | ------ | ------ |
| 1  | 8  | Alberto Ascari          | Ferrari              | P     | 2:14,8 | –      | –      |
| 2  | 10 | Giuseppe Farina         | Ferrari              | P     | 2:16,2 | +1,4   | +1,4   |
| 3  | 12 | Piero Taruffi           | Ferrari              | P     | 2:17,1 | +0,9   | +2,3   |
| 4  | 4  | Jean Behra              | Gordini              | E     | 2:19,3 | +2,2   | +4,5   |
| 5  | 2  | Robert Manzon           | Gordini              | E     | 2:20,4 | +1,1   | +5,6   |
| 6  | 44 | Maurice Trintignant     | Simca-Gordini        | E     | 2:21,6 | +1,2   | +6,8   |
| 7  | 22 | Peter Collins           | HWM-Alta             | D     | 2:21,9 | +0,3   | +7,1   |
| 8  | 6  | Prince Bira             | Gordini              | E     | 2:23,0 | +1,1   | +8,2   |
| 9  | 14 | Louis Rosier            | Ferrari              | D     | 2:27,0 | +4,0   | +12,2  |
| 10 | 24 | Yves Giraud-Cabantous   | HWM-Alta             | D     | 2:27,5 | +0,5   | +12,7  |
| 11 | 16 | Emmanuel de Graffenried | Maserati-Platé       | P     | 2:28,6 | +1,1   | +13,8  |
| 12 | 18 | Harry Schell            | Maserati-Platé       | P     | 2:29,0 | +0,4   | +14,2  |
| 13 | 26 | Peter Whitehead         | Alta                 | D     | 2:29,5 | +0,5   | +14,7  |
| 14 | 20 | Lance Macklin           | HWM-Alta             | D     | 2:30,9 | +1,4   | +16,1  |
| 15 | 42 | Mike Hawthorn           | Cooper-Bristol       | D     | 2:32,0 | +1,1   | +17,2  |
| 16 | 28 | Philippe Étancelin      | Maserati             | P     | 2:33,7 | +1,7   | +18,9  |
| 17 | 36 | Rudi Fischer            | Ferrari              | P     | 2:34,6 | +0,9   | +19,8  |
| 18 | 38 | Franco Comotti          | Ferrari              | P     | 2:36,0 | +1,4   | +21,2  |
| 19 | 40 | Piero Carini            | Ferrari              | P     | 2:37,7 | +1,7   | +22,9  |
| 20 | 32 | Johnny Claes            | Simca-Gordini        | E     | 2:39,6 | +1,9   | +24,8  |
| P  | Nr | Kierowca                | Konstruktor(-silnik) | Opony | Czas   | Odstęp | Strata |

### Wyścig
Źródła: 
| P                                                     | + / –     | Nr | Kierowca                             | Konstruktor    | Opony | Okr.  | Czas / Strata | Komentarz       |
| ----------------------------------------------------- | --------- | -- | ------------------------------------ | -------------- | ----- | ----- | ------------- | --------------- |
| 1                                                     | Bez zmian | 8  | Alberto Ascari                       | Ferrari        | P     | 77    | 3h02m42,6     |                 |
| 2                                                     | Bez zmian | 10 | Giuseppe Farina                      | Ferrari        | P     | 76    | +1 okr.       |                 |
| 3                                                     | Bez zmian | 12 | Piero Taruffi                        | Ferrari        | P     | 75    | +2 okr.       |                 |
| 4                                                     | 1         | 2  | Robert Manzon                        | Gordini        | E     | 74    | +3 okr.       |                 |
| 5                                                     | 1         | 44 | Maurice Trintignant                  | Simca-Gordini  | E     | 72    | +5 okr.       |                 |
| 6                                                     | 1         | 22 | Peter Collins                        | HWM-Alta       | D     | 70    | +7 okr.       |                 |
| 7                                                     | 3         | 4  | Jean Behra                           | Gordini        | E     | 70    | +7 okr.       |                 |
| 8                                                     | 8         | 28 | Philippe Étancelin                   | Maserati       | P     | 70    | +7 okr.       |                 |
| 9                                                     | 5         | 20 | Lance Macklin                        | HWM-Alta       | D     | 70    | +7 okr.       |                 |
| 10                                                    | Bez zmian | 24 | Yves Giraud-Cabantous                | HWM-Alta       | D     | 68    | +9 okr.       |                 |
| 11                                                    | 6         | 34 | Rudi Fischer Peter Hirt              | Ferrari        | P     | 33    | +11 okr.      | [ a ]           |
| 12                                                    | 6         | 38 | Franco Comotti                       | Ferrari        | P     | 63    | +14 okr.      |                 |
| Niesklasyfikowani                                     |           |    |                                      |                |       |       |               |                 |
|                                                       |           | 6  | Prince Bira                          | Gordini        | E     | 56    | +21 okr.      | oś              |
|                                                       |           | 42 | Mike Hawthorn                        | Cooper-Bristol | D     | 51    | +26 okr.      | zapłon          |
|                                                       |           | 16 | Emmanuel de Graffenried Harry Schell | Maserati-Platé | P     | 20 14 | +43 okr.      | hamulce,        |
|                                                       |           | 26 | Peter Whitehead                      | Alta           | D     | 17    | +60 okr.      | sprzęgło        |
|                                                       |           | 14 | Louis Rosier                         | Ferrari        | D     | 17    | +60 okr.      | silnik          |
|                                                       |           | 32 | Johnny Claes                         | Simca-Gordini  | E     | 15    | +62 okr.      | silnik          |
|                                                       |           | 18 | Harry Schell                         | Maserati-Platé | P     | 7     | +70 okr.      | skrzynia biegów |
|                                                       |           | 40 | Piero Carini                         | Ferrari        | P     | 2     | +75 okr.      | silnik          |
| Nie wystartowali / niedopuszczeni do ponownego startu |           |    |                                      |                |       |       |               |                 |
|                                                       |           | 30 | Chico Landi                          | Maserati       | P     | 0     |               | nie przybył     |
| P                                                     | + / –     | Nr | Kierowca                             | Konstruktor    | Opony | Okr.  | Czas / Strata | Komentarz       |

Uwagi
1. 1 2  Bolid współdzielony.

### Najszybsze okrążenie
Źródło: statsf1.com
| Nr | Kierowca       | Konstruktor | Czas   | Okr. |
| -- | -------------- | ----------- | ------ | ---- |
| 8  | Alberto Ascari | Ferrari     | 2:17,3 | 28   |

### Prowadzenie w wyścigu
Źródło: statsf1.com
| Nr                              | Kierowca       | Konstruktor | Okrążenia | Suma |
| ------------------------------- | -------------- | ----------- | --------- | ---- |
| 8                               | Alberto Ascari | Ferrari     | 1-77      | 77   |
| \| Wykres \| \| ------ \| \| \| |                |             |           |      |
| Wykres                          |                |             |           |      |
|                                 |                |             |           |      |

## Klasyfikacja po wyścigu
Pierwsza piątka otrzymywała punkty według klucza 8-6-4-3-2, 1 punkt przyznawany był dla kierowcy, który wykonał najszybsze okrążenie w wyścigu. Klasyfikacja konstruktorów została wprowadzona w 1958 roku. Liczone było tylko 4 najlepsze wyścigi danego kierowcy.
Uwzględniono tylko kierowców, którzy zdobyli jakiekolwiek punkty
| P  | +/− | Kierowca            | Starty | Punkty | P1 | P2 | P3 | PP | NO | NS |
| -- | --- | ------------------- | ------ | ------ | -- | -- | -- | -- | -- | -- |
| 1  | 0   | Alberto Ascari      | 3      | 18     | 2  | –  | –  | 2  | 2  | 1  |
| 2  | −1  | Piero Taruffi       | 3      | 13     | 1  | –  | 1  | –  | 1  | 1  |
| 3  | +1  | Giuseppe Farina     | 3      | 12     | –  | 2  | –  | 1  | –  | 1  |
| 4  | −1  | Troy Ruttman        | 1      | 8      | 1  | –  | –  | –  | –  | –  |
| 5  | +2  | Robert Manzon       | 3      | 7      | –  | –  | 1  | –  | –  | 1  |
| 6  | −1  | Rudi Fischer        | 2      | 6      | –  | 1  | –  | –  | –  | –  |
| 7  | −2  | Jim Rathmann        | 1      | 6      | –  | 1  | –  | –  | –  | –  |
| 8  | −1  | Jean Behra          | 3      | 4      | –  | –  | 1  | –  | –  | 1  |
| 9  | 0   | Sam Hanks           | 1      | 4      | –  | –  | 1  | –  | –  | –  |
| 10 | 0   | Ken Wharton         | 2      | 3      | –  | –  | –  | –  | –  | 1  |
| 10 | +1  | Mike Hawthorn       | 2      | 3      | –  | –  | –  | –  | –  | 1  |
| 12 | −1  | Duane Carter        | 1      | 3      | –  | –  | –  | –  | –  | –  |
| 13 | 0   | Alan Brown          | 2      | 2      | –  | –  | –  | –  | –  | –  |
| 14 | 0   | Art Cross           | 1      | 2      | –  | –  | –  | –  | –  | –  |
| 14 | 0   | Paul Frère          | 1      | 2      | –  | –  | –  | –  | –  | –  |
| 14 | N   | Maurice Trintignant | 1      | 2      | –  | –  | –  | –  | –  | –  |
| 17 | −1  | Bill Vukovich       | 1      | 1      | –  | –  | –  | –  | 1  | –  |
| P  | +/− | Kierowca            | Starty | Punkty | P1 | P2 | P3 | PP | NO | NS |